# 南知多町郷土資料館
南知多町郷土資料館（みなみちたちょうきょうどしりょうかん）は、愛知県知多郡南知多町にかつて存在した郷土資料館。

## 歴史
1977年（昭和52年）8月に開館。南知多町民会館図書室や南知多町民会館グラウンドとともに、南知多町民会館を構成していた。国道247号の内海交差点を西に500メートル進んだ場所にあり、県立内海高等学校の旧校舎を資料館に転用していた。老朽化が進行していることから、2018年（平成30年）3月31日をもって閉館し、2018年度（平成30年度）に解体・撤去された。
なお、展示していた内田船関連の資料については尾州廻船内海船船主 内田家で公開されている。

## 施設
- 1階：千石船室
- 2階：漁具室
- 3階：生活道具室、考古室

1階では江戸時代末期から明治時代にかけて米俵や肥料などを運搬した内海船に関する資料を展示しており、約800石積みの「宝久丸」の模型や、全長約14メートルの帆桁の実物、船の上で使用した道具類などがある。公家の山科言継は弘治2年に篠島を訪れた際、伊勢湾で捕れた「鯨のタケリ（陰茎）2切れ」を食べて精力をつけた。一部の資料は郷土資料館から重要文化財の尾州廻船内海船船主 内田家に移動されている。3階には内海地区の林ノ峰貝塚から出土した縄文人の人骨をまるっと一人分展示している。

## 利用案内
- 入館料：無料
- 開館時間：9時から17時
- 休館日：不明
- アクセス：名鉄知多新線 内海駅から徒歩。